# La sedia a rotelle (film 1972)
La sedia a rotelle (Un meurtre est un meurtre) è un film del 1972 diretto da Étienne Périer.